# Яриш Олександр Володимирович
Олекса́ндр Володи́мирович Яриш (1 вересня 1970, Злинка, Маловисківський район, Кіровоградська область — 23 серпня 2014, Лисиче, Донецька область) — молодший сержант 19-го миколаївського полку охорони громадського порядку Національної гвардії України, учасник російсько-української війни.

## Життєпис
Народився 1 вересня 1970 року в селі Злинка Маловисківського району Кіровоградської області в родині колгоспників. Після закінчення злинської школи № 2 вступив до Миколаївського професійно-технічного училища № 14 (нині Миколаївський професійний суднобудівний ліцей імені Героя Радянського Союзу В. О. Гречишникова) при Чорноморському суднобудівному заводі. Проходив строкову службу в місті Чита Амурської області (Російська Федерація). Демобілізувавшись, повернувся до Миколаєва. Працював на Чорноморському суднобудівному та бронетанковому заводах.
Після початку російської збройної агресії пішов добровольцем до військкомату. Був призначений на посаду стрільця–радіотелеграфіста у стрілецьку роту в Миколаївському полку охорони громадського порядку Національної Гвардії України.
23 серпня 2014 року відбувся бій біля селища Лисиче Амвросіївського району в часі бойового зіткнення з російськими збройними формуваннями. В бою було знищено вантажний автомобіль КамАЗ з терористами та 2 КамАЗи зі зброєю і боєприпасами — рухалися колоною у супроводі двох БТРів з боку Російської Федерації до воюючих бойовиків. Яриш рішучими та вмілими діями допоміг побратимам знищити велику кількість бойової техніки ворога, однак сам загинув. Тоді ж полягли підполковник Петров Олексій Леонідович, підполковник Смоляр Олександр Васильович та старший солдат Бабкевич Олег Іванович.
Вдома залишилися дружина, донька, син від першого шлюбу.
Похований в Миколаєві.

## Нагороди та вшанування пам'яті
- 6 жовтня 2014 року — за особисту мужність і героїзм, виявлені у захисті державного суверенітету та територіальної цілісності України, вірність військовій присязі під час російсько-української війни, відзначений — нагороджений орденом «За мужність» III ступеня (посмертно).
- На честь Олександра Яриша у Миколаївському професійному суднобудівному ліцеї імені Героя Радянського Союзу В. О. Гречишникова встановлено меморіальну дошку.
- 22 грудня 2015 року Миколаївська обласна державна адміністрація вручила дружині загиблого військовика Наталії Яриш ордер на квартиру.[1]
- Його портрет розміщений на меморіалі «Стіна пам'яті полеглих за Україну» у Києві: секція 3, ряд 7, місце 4
- Вшановується 23 серпня на щоденному ранковому церемоніалі вшанування українських захисників, які загинули цього дня у різні роки внаслідок російської збройної агресії[2]
- У Малій Висці у Сквері Незалежності відкрили Меморіал захисникам України та освятили капличку Архистратига Михаїла. Серед імен викарбувано й ім'я Олександра Яриша.[3]